# アラビア語南イエメン方言

アラビア語の口語（アーンミーヤ）の方言地図

アラビア語南イエメン方言は、アラビア語の口語（アーンミーヤ）のひとつで、イエメン方言に分類される言語。
主にアデン湾に面したイエメン南西部で話されている。代表する都市はイエメンのアデンとタイズであるのでタイズ・アデン方言とも呼ばれる。さらに、下位方言に西のタイズ方言と東のアデン方言がある。ジブチでも、この方言が使われるためジブチ方言とも呼ばれる。話者の総人口は7,078,500人でイエメンに676万人（1996年時点）、ジブチに36,000人（2006年時点）いる。ほかにもエリトリアやケニアなどの国にも話者が存在している。イエメンにはこの方言とは異なる北イエメン方言、ハドラマウト方言がある。